# Aitor Begiristain Mújica
Aitor Begiristain Mújica (Olaberria, Guipúscoa, 12 d'agost de 1964), sovint conegut com a Txiki Begiristain, és un antic futbolista basc dels anys 80 i 90.
Format a la Reial Societat, Txiki passà els millors anys de la seva carrera esportiva a l'equip del FC Barcelona que fou conegut com el Dream Team, on guanyà quatre lligues espanyoles, una Copa d'Europa i una Recopa d'Europa com a títols més destacats. Posteriorment, jugà al Deportivo de La Coruña abans de retirar-se a l'Urawa Red Diamonds japonès. Va ser internacional amb la selecció espanyola, i participà en l'Eurocopa 1988 i en la Copa del Món de futbol 1994.
Un cop retirat, ha treballat de comentarista esportiu a Televisió de Catalunya, gràcies al seu bon domini de la llengua catalana i de Director de Futbol del FC Barcelona de Joan Laporta i, entre 2012 i 2025 del Manchester City.

## Carrera als Clubs

### Reial Societat
Nascut a Olaberria, Guipúscoa, Begiristain va començar la seva carrera professional amb la Reial Societat el 1982 als 18 anys, sent immediatament inclòs al primer equip. Després de 16 partits de Lliga la seva primera temporada, va esdevenir un membre essencial de l'equip entrenat per John Benjamin Toshack, que també incloïa Arconada, López Ufarte, José Mari Bakero i López Rekarte; el més destacat de la seva carrera al Real va incloure marcar el segon gol a la final de la Copa del Rei de 1987 contra l'Atlètic de Madrid, que finalment va guanyar en la tanda de penals després de l'empat per 2-2.
A la campanya 1987–88, Begiristain va ajudar el seu equip a acabar subcampions tant en lliga com en Copa, perdent en la segona competició davant el FC Barcelona. Un mes després, juntament amb Bakero i López Rekarte, va signar pel club català.

### FC Barcelona
Begiristain va marcar a la seva estrena a la Lliga amb el Barça, una victòria a casa per 2–0 sobre l'RCD Espanyol, i va acabar la seva primera temporada al Camp Nou amb 38 partits i 12 gols, i en va sumar dos en nou partits a la campanya Recopa 88-89 on van aconseguir el títol. Va ser titular en la final de la Recopa d'Europa de 1989, a Berna, que fou el primer trofeu de Johan Cruyff a la banqueta blaugrana i l'inici de l'èxit del “Dream Team”. Fou suplent, i va romandre a la banqueta, a la final de la Copa d'Europa de 1992 que el Barça va guanyar a l'Estadi de Wembley de Londres el 20 de maig de 1992, la primera Copa d'Europa del Barça i un partit que marcaria la història del club.
Durant set temporades al club, Begiristain va jugar més de 300 partits oficials i va marcar 63 gols a la lliga, amb un rècord de 15 a la temporada 1992–93 en la qual el Barça va guanyar el tercer dels quatre títols consecutius. Entre els seus millors moments es troben dos hat-trick contra el Valladolid el 1991, i Reial Saragossa dos anys més tard.

### Darrers anys
El 1995, després de perdre gradualment rellevància amb el Barça (tot i que encara va marcar 44 partits i 13 gols entre les dues darreres temporades), Begiristain va fitxar pel Deportivo de La Coruña, on es va retrobar amb dos coneguts, Toshack. i López Rekarte. Va ajudar a guanyar la primera Supercopa d'Espanya del seu nou club, marcant a la victòria per una victòria per 2-1 contra el Reial Madrid a l'Estadi Santiago Bernabéu.
Durant la seva darrera temporada a Galícia, Begiristain només va aparèixer deu vegades, però va marcar contra el CF Extremadura a la darrera jornada, conseguint la tercera plaça pelDepor amb una victòria per 1-0. En aquell moment, havia jugat en més de 500 partits en competició oficial i havia superat la marca de 100 gols.
Begiristain va tancar la seva carrera el 1999 als 35 anys, després de tres anys amb els Urawa Red Diamonds a la Lliga japonesa.

### Director esportiu
Després de retirar-se com a jugador, Begiristain va treballar com a comentarista per a Televisió de Catalunya abans de convertir-se en director esportiu novament al Barça el 2003. El 28 de juny de 2010 va declarar que, amb la sortida del president Joan Laporta, era el moment adequat per que ell també deixés l'organització.
El 28 d'octubre de 2012, Begiristain es va incorporar al Manchester City FC de la Premier League, en el mateix càrrec. Durant el seu mandat, l'equip va guanyar diversos títols i també van ser incorporats diversos dels seus compatriotes a més de l'entrenador Pep Guardiola. Va deixar el càrrec el 2025 després de tretze anys, havent contribuït a guanyar 21 títols importants, set de la Premier League. En el seu palmarès també s'hi inclouen dues FA Cups, una Champions League, una Copa Mundial de Clubs de la FIFA i una Supercopa de la UEFA.

## Internacional
Begiristain va jugar 22 partits i va marcar sis gols amb la Selecció d'Espanya, debutant en una derrota per 1-2 amb Txecoslovàquia el 24 de febrer de 1988, en un partit amistós jugat a Màlaga. Va representar Espanya a Eurocopa de 1988 i a la Copa del Món de 1994, jugant el seu últim partit en aquesta última competició, un 3-0 d'setzens de final en que va guanyar a Suïssa on va marcar des del punt de penal.

## Estadístiques

### Club
| Rendiment club     | Rendiment club | Rendiment club | Lliga | Lliga | Copa                | Copa                | Copa de la Lliga | Copa de la Lliga | Continental       | Continental       | Total | Total |
| Club               | Temporada      | Divisió        | PJ    | Gols  | PJ                  | Gols                | PJ               | Gols             | PJ                | Gols              | PJ    | Gols  |
| Espanya            | Espanya        | Espanya        | Lliga | Lliga | Copa del Rei        | Copa del Rei        | Copa de la Lliga | Copa de la Lliga | Competició europa | Competició europa | Total | Total |
| ------------------ | -------------- | -------------- | ----- | ----- | ------------------- | ------------------- | ---------------- | ---------------- | ----------------- | ----------------- | ----- | ----- |
| Reial Societat     | 1982–83        | La Liga        | 16    | 0     | 2                   | 0                   | 3                | 0                | 0                 | 0                 | 21    | 0     |
| Reial Societat     | 1983–84        | La Liga        | 33    | 3     | 7                   | 0                   | 4                | 1                | –                 | –                 | 44    | 4     |
| Reial Societat     | 1984–85        | La Liga        | 31    | 5     | 9                   | 1                   | 2                | 0                | –                 | –                 | 42    | 6     |
| Reial Societat     | 1985–86        | La Liga        | 29    | 1     |                     |                     | 6                | 1                | –                 | –                 | 35    | 2     |
| Reial Societat     | 1986–87        | La Liga        | 42    | 9     |                     |                     |                  |                  | –                 | –                 | 42    | 9     |
| Reial Societat     | 1987–88        | La Liga        | 36    | 5     |                     |                     |                  |                  | 4                 | 0                 | 40    | 5     |
| Reial Societat     | Total          | Total          | 187   | 23    | 18                  | 1                   | 15               | 2                | 4                 | 0                 | 224   | 26    |
| FC Barcelona       | 1988–89        | La Liga        | 38    | 12    | 5                   | 0                   | –                | –                | 9                 | 2                 | 52    | 14    |
| FC Barcelona       | 1989–90        | La Liga        | 37    | 10    | 7                   | 0                   | –                | –                | 6                 | 1                 | 50    | 11    |
| FC Barcelona       | 1990–91        | La Liga        | 33    | 6     | 7                   | 0                   | –                | –                | 8                 | 2                 | 48    | 8     |
| FC Barcelona       | 1991–92        | La Liga        | 34    | 7     | 4                   | 0                   | –                | –                | 8                 | 2                 | 46    | 9     |
| FC Barcelona       | 1992–93        | La Liga        | 37    | 15    | 7                   | 5                   | –                | –                | 7                 | 2                 | 51    | 22    |
| FC Barcelona       | 1993–94        | La Liga        | 20    | 7     | 4                   | 0                   | –                | –                | 10                | 2                 | 34    | 9     |
| FC Barcelona       | 1994–95        | La Liga        | 24    | 6     | 2                   | 2                   | –                | –                | 6                 | 0                 | 32    | 8     |
| FC Barcelona       | Total          | Total          | 223   | 63    | 36                  | 7                   | –                | –                | 54                | 11                | 313   | 81    |
| Deportivo          | 1995–96        | La Liga        | 33    | 2     | 2                   | 0                   | –                | –                | 7                 | 1                 | 42    | 3     |
| Deportivo          | 1996–97        | La Liga        | 10    | 2     | 3                   | 0                   | –                | –                | 0                 | 0                 | 13    | 2     |
| Deportivo          | Total          | Total          | 43    | 4     | 5                   | 0                   | –                | –                | 7                 | 1                 | 55    | 5     |
| Japó               | Japó           | Japó           | Lliga | Lliga | Copa de l'Emperador | Copa de l'Emperador | Copa J.League    | Copa J.League    | Àsia              | Àsia              | Total | Total |
| Urawa Red Diamonds | 1997           | J1 League      | 15    | 4     | 2                   | 0                   | 2                | 0                | –                 | –                 | 19    | 4     |
| Urawa Red Diamonds | 1998           | J1 League      | 30    | 9     | 3                   | 0                   | 4                | 2                | –                 | –                 | 37    | 11    |
| Urawa Red Diamonds | 1999           | J1 League      | 16    | 3     | 0                   | 0                   | 4                | 1                | –                 | –                 | 20    | 4     |
| Urawa Red Diamonds | Total          | Total          | 61    | 16    | 5                   | 0                   | 10               | 3                | –                 | –                 | 76    | 19    |
| Total carrera      | Total carrera  | Total carrera  | 514   | 106   | 64                  | 8                   | 25               | 5                | 65                | 12                | 668   | 131   |

### Internacional
| Espanya | Espanya | Espanya |
| Any     | PJ      | Gols    |
| ------- | ------- | ------- |
| 1988    | 6       | 0       |
| 1989    | 2       | 1       |
| 1990    | 1       | 0       |
| 1991    | 1       | 0       |
| 1992    | 3       | 3       |
| 1993    | 4       | 1       |
| 1994    | 5       | 1       |
| Total   | 22      | 6       |

## Palmarès
- 1 Copa d'Europa (FC Barcelona, 1992)
- 1 Recopa d'Europa (FC Barcelona, 1989)[5]
- 1 Supercopa d'Europa (FC Barcelona, 1992)
- 4 Lligues espanyoles: (FC Barcelona), 1991, 1992, 1993 i 1994
- 3 Copes espanyoles: (Reial Societat), 1987; (FC Barcelona), 1988 i 1990
- 4 Supercopes espanyoles: (FC Barcelona), 1991 1992 i 1994; (Reial Societat), 1982; (Deportivo de La Coruña), 1995